# One Way Ticket to Hell ...and Back
One Way Ticket to Hell ...and Back är det brittiska rockbandet The Darkness andra studioalbum, utgivet 28 november 2005 av Atlantic Records. Albumet producerades av Roy Thomas Baker och spelades in på Rockfield Studios i Gwent i Wales i början av 2005. Under inspelningen av albumet lämnade basisten Frankie Poullain gruppen och ersattes senare av Richie Edwards. Edwards blev dock medlem av bandet efter att inspelningen av albumet avslutats och all bas spelades därför in av gitarristen Dan Hawkins. Albumet skiljer sig stilmässigt något ifrån föregångaren, Permission to Land, bland annat på grund av användandet av panflöjt, säckpipa, stråkar och synthesizer.
Albumet nådde på den brittiska albumlistan plats 11, medan det i USA och Sverige tog sig upp till plats 58 respektive 22. Tre låtar släpptes som singlar, "One Way Ticket", "Is It Just Me?" och "Girlfriend", varav de två förstnämnda lyckades ta sig in på topp-10 på den brittiska singellistan.

## Historia

### Bakgrund
Efter att The Darkness givit ut debutalbumet Permission to Land den 7 juli 2003, ägnade gruppen resterande del av året till att turnera i Storbritannien. I början av 2004 turnerade gruppen i Australien och inledde därefter en turné i Europa. Under den sista konserten på Europaturnén spelade gruppen en ny låt, "Wanker", som senare kom att ges ut som b-sida till "One Way Ticket". Därefter stundade en turné i Nordamerika, men innan denna turné började gruppen, enligt basisten Frankie Poullain, att skriva nya låtar till en uppföljare till debutalbumet: "Vi har varit i en stuga på landet, vår tillflyktsort på den engelska landsbygden, och i princip skrivit det andra albumet. Efter denna turné har vi ännu en månads ledighet som vi ska tillbringa på landet och skriva och få saker gjorda." Efter en konsert i Los Angeles i mitten av april träffade Dan Hawkins producenten Roy Thomas Baker: "han fick mig att skratta direkt och jag visste att han och Justin skulle komma överens som ett hus i eld. Det är verkligen ett kriterium för att vi ska arbeta med någon." Den 27 juni, efter 35 konserter i Nordamerika, avslutades turnén i Atlantic City, USA. Ytterligare två nya låtar hade då spelats live: "Up Shit Creek" och "Hazel Eyes". Fem dagar senare, den 2 juli, påbörjade bandet återigen en turné - denna gång spelade gruppen nästan enbart på stora musikfestivaler i Europa. Den 9 juli 2004 rapporterade tidningen Music Week att arbetet med albumet skulle komma att påbörjas i början av 2005 och att Baker, som tidigare arbetat med bland andra Queen, Cheap Trick och The Cars, väntades producera albumet. Atlantic Records hade dock velat att bandet skulle ha arbetat med Bob Ezrin eller Mutt Lange. Efter bandets konsert på Reading Festival 27 augusti 2004 höll gruppen en improviserad presskonferens backstage där Justin Hawkins bland annat sade att albumet skulle bli "precis som det första - fast bättre". Ännu en ny låt, "Full Moon (Evening of Lies)", spelades under dessa konserter och det rapporterades då att "Full Moon (Evening of Lies)" och "Hazel Eyes" senare skulle komma att återfinnas på det kommande albumet. Europaturnén avslutades den 5 september 2004 på Independent Days Festival i Bologna, Italien.

### Inspelning och produktion

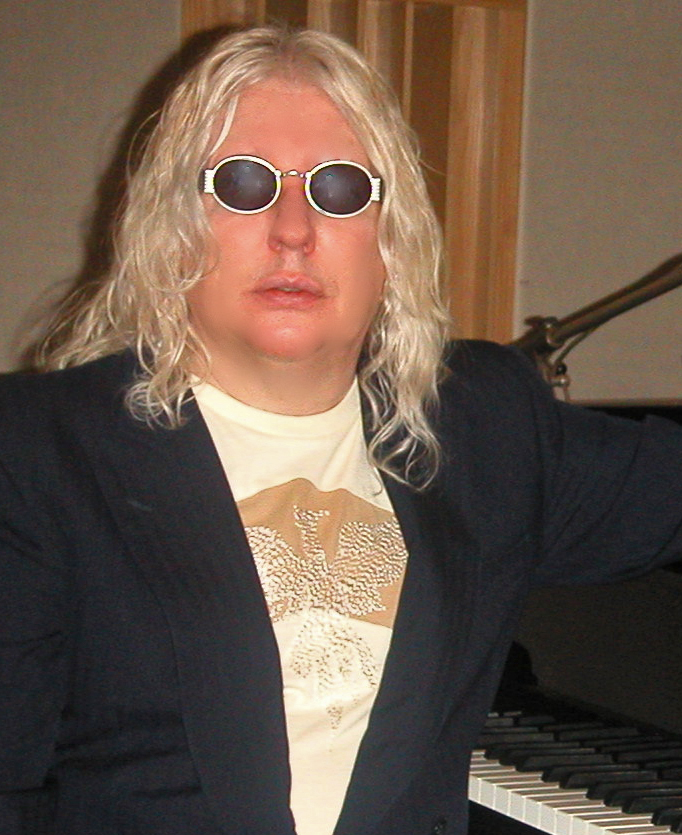
Roy Thomas Baker producerade albumet.

Bandet tillbringade den efterföljande tiden med att skriva nya låtar, någonstans nära Lowestoft. Baker anlände till sessionen i oktober och en av de första sakerna gruppen gjorde med honom var en nyinspelning av "Get Your Hands Off My Woman". Detta var gruppens första låt som endast var tillgänglig som digital nedladdning och släpptes via gruppens officiella webbplats den 8 november 2004. Därefter tog bandet en paus från sessionen och medverkade den 14 november bland annat i Band Aid 20s nyinspelning av "Do They Know It's Christmas?". Vid denna tidpunkt påbörjades också repetitioner för The Darkness Winternational Tour som inleddes 24 november 2004 i Nottingham. Under denna turné spelade gruppen fyra nya låtar: "Grief Hammer", "Dinner Lady Arms", "Seemed Like a Good Idea at the Time" och "English Country Garden". Turnén avslutades drygt tre veckor senare med tre utsålda konserter på Wembley Arena i London, där Justin sade: "Detta är sista konserten för året, det är sista konserten för turnén, sen kommer vi att försvinna och skriva ett nytt album, egentligen så är det gjort, men vi ska spela in det."
"Vi hade två steg i låtskrivarprocessen. Den ena kallade bandet "runda bordet", och bandet satt bokstavligen vid ett runt bord i kontrollrummet där alla spelade akustiska instrument genom Line 6 Pods och ett elektroniskt Rolandtrumset, och tillförde sina idéer. Vi spelade in allt detta med ett par mikrofoner. Nästa steg var att gå in i live-rummet och spela låtarna med gitarrförstärkare och ett riktigt trumset. Där hade vi Pro Tools och Mackie installerat, men vi använde inga av de första inspelningarna - de användes endast som referenser. Justin och Dan är ganska unika låtskrivare, och de kan pressa fram en låt var minut. Det kändes som att vi hade tusentals låtar. Hela syftet med för mig, att vara där som producent, var att komma fram till vilka delar som var bäst och hjälpa till att utveckla dem. Vi jobbade på arrangemang allteftersom tiden gick och det slutade med av vi hade en väldigt klar bild av arrangemangen vi ville ha."
Efter turnén gick The Darkness in i studion tillsammans med Baker. Gruppen hade under turnén kollat in ett antal studior runtom Storbritannien, och slutligen bestämt sig för Rockfield Studios i Gwent, bland annat på grund av nostalgiska skäl - här hade Baker tidigare spelat in "Bohemian Rhapsody" och ett antal andra album av Queen. Till skillnad från Permission to Land spelade medlemmarna in respektive instrument separat. Den 3 mars 2005 kommenterade Justin Hawkins hur inspelningarna fortskred, på gruppens officiella webbplats: "The Darkness är just nu på hemlig ort någonstans i Storbritannien och jobbar med Roy Thomas Baker. Allt går lekande lätt. Ed håller just nu på att spela in sina trummor och det har sagts att trumljudet mycket möjligt är det högsta som någonsin hörts inom rocken". I slutet av mars tog gruppen en paus från inspelningarna och gjorde sin enda konsert under hela 2005 den 25 mars i Dubai, Förenade Arabemiraten. Några dagar senare, den 31 mars, meddelades det att Ed Grahams trummor nu var färdiginspelade och att Dan Hawkins påbörjat inspelningen av sina gitarrdelar. Till en början hade bandet en lista på 39 nyskrivna låtar till albumet, av dessa hade man valt ut 15 låtar som man skulle fortsätta att arbeta med.
På bandets webbplats fanns en studiodagbok där de skrev om hur inspelningarna fortskred. Man skrev där att det fanns planer på att ha med en "legendarisk pensionerad kvinnlig rockvokalist" för en duett på en låt, med Justin. Den 25 april skrev man att Frankie Poullain just höll på att spela in bas. Drygt en månad senare lämnade dock Poullain bandet mitt under inspelningssessionen. De kvarvarande medlemmarna sade då att det var musikaliska meningsskiljaktigheter som fick Poullain att lämna gruppen, medan Poullain själv menade att han "tvingats ut ur gruppen" och att han under en längre tid "successivt frysts ut". Det har dock senare framkommit att Poullain anlitat en revisor för att granska bandets ekonomi. Då revisorn inte hittat något suspekt, sparkades Poullain. Den 3 juni 2005 kom ännu en uppdatering om albumet på bandets webbplats, man bekräftade att man skulle arbeta med en orkester och att Paul Buckmaster, som tidigare arbetat med bland andra Elton John, Miles Davis och The Rolling Stones, stod för orkesterarrangemanget. Man sade också att albumet inte skulle fördröjas av Poullains avhopp, då Poullain fortfarande inte spelat in sina basdelar ännu, vilket motsade vad bandets officiella webbplats tidigare sagt. Bas spelades istället in av Dan Hawkins och var klar i början av juni. En låttitel avslöjades, "English Country Garden", och man avslöjade också att Justin spelat in ett sitarsolo på en av låtarna. Allting spelades in analogt och gruppen blev tvingade att hyra in en fjärde bandspelare och hade då (i början av juni) spelat in på 48 bandrullar.

### Utgivning och mottagande
9 september 2005 meddelade bandet att gruppens nya singel hette "One Way Ticket" och att den skulle komma att ges ut den 14 november. Samtidigt sade man att albumet, som då fortfarande inte hade något namn, planerades att ges ut två veckor senare, 28 november. Albumets namn, One Way Ticket to Hell ...and Back tillkännagavs till slut den 15 september 2005 via The Darkness officiella webbplats och bara några dagar senare stod albumets låtlista klar. Drygt en månad innan albumet gavs ut upptäckte Justin Hawkins att albumet fanns på auktionssiten eBay. Hawkins sade då: "Jag har köpt vår egen skiva av en person som sålde den på eBay." Hawkins köpte albumet för 350 pund, vilket motsvarade ungefär 5 000 svenska kronor. Hawkins sade att ett mindre antal förhandsexemplar av albumet hade skickats till recensenter och tjänstemän inom musikindustrin och eftersom varje CD var kodad skulle de kunna få tag på den ursprungliga mottagaren.
One Way Ticket to Hell ...and Back gavs i Storbritannien ut den 28 november 2005 genom Atlantic Records och gick den 10 december upp på plats elva på den brittiska albumlistan. En vecka senare hade det dock tappat 23 placeringar och låg på plats 34. 31 december låg albumet på plats 49 och lämnade topp-75 följande vecka. I USA, på Billboard 200, nådde albumet plats 58 medan det på den svenska Sverigetopplistan nådde plats 22. Albumet har i Storbritannien sålt i över 100 000 exemplar, vilket sågs som ett misslyckande då föregångaren sålt i över 1 200 000 exemplar. Tre singlar från albumet gavs ut. Titelspåret och den andra singeln, "Is It Just Me?", nådde båda plats 8 på brittiska singellistan, medan den tredje singeln, "Girlfriend", nådde plats 39 - gruppens sämsta singelplacering sedan början av 2003.
Albumet mottog mestadels positiva recensioner i media. Metacritic, som tilldelar en genomsnittlig poäng från professionella recensenter, ger One Way Ticket to Hell ...and Back 68 av 100 poäng, baserat på 24 recensioner. Popmatters gav albumet 8 av 10 i betyg och skrev att "Om något, så är Ticket, med alla dess pompa och riffande, en mer disciplinerad prestation än deras stjärn-debut. Låtarna är bättre gjorda, sången är mindre beroende av falsett, solona är skickligare inbakade i låtarna, och ljudet är rikare och mer levande än den ofta antiseptiska känslan av Permission to Land. Även i svenska medier fick albumet ett relativt bra mottagande. I en recension i Expressen fick albumet fyra av fem getingar och beskrevs som "nyskapande nostalgi". I Svenska Dagbladet tyckte man att det "inte riktigt [är] samma krut i One Way Ticket to Hell ...and Back som föregångaren". Men tyckte ändå att albumet produktionsmässigt var "snyggare" än Permission to Land. Detta höll också Helsingborgs Dagblad med om "[albumet är] inte lika ösig som ettan, men betydligt snyggare producerad och med ett fullkomligt överflöd av allt", och sade också att "glamrock har aldrig låtit bättre".

#### Bandets reaktion
I intervjuer med The Darkness runt tiden då One Way Ticket to Hell ...and Back gavs ut var bandet väldigt positiva med albumet. Justin sade bland annat att "i det långa loppet så tror jag att folk kommer att älska det mycket mer än det första albumet". Poullain sade, bara några dagar efter att ha blivit sparkad, att albumet är "otroligt" och att han var "övertygad om att den kommer att bli en stor succé". Senare har gruppen dock ändrat sig och i en artikel med musiktidningen Spin 2009 uttryckte Dan Hawkins missnöje över albumet och sade bland annat att "albumet aldrig skulle blivit av". Han sade också att "vi hade seriösa problem när vi spelade in det. Justin var inte där när vi spelade in grunderna. Han dök upp efter omkring två och en halv månad och spelade in sina sologrejer och sade att han fått ett förlagskontrakt, vilket vi inte haft en aning om. Det fanns personliga problem, drogproblem. I samma artikel sade Justin Hawkins "Man får bara ett tillfälle att spela in ett stort, dyrt album, så man bara kastar in allt i det. Det spelades in i fem olika länder, det fanns säckpipor på det, vi arbetade med de bästa. Vi ville dokumentera var bandet stod, och vid den tidpunkten skrev vi inga bra låtar."

### Turné

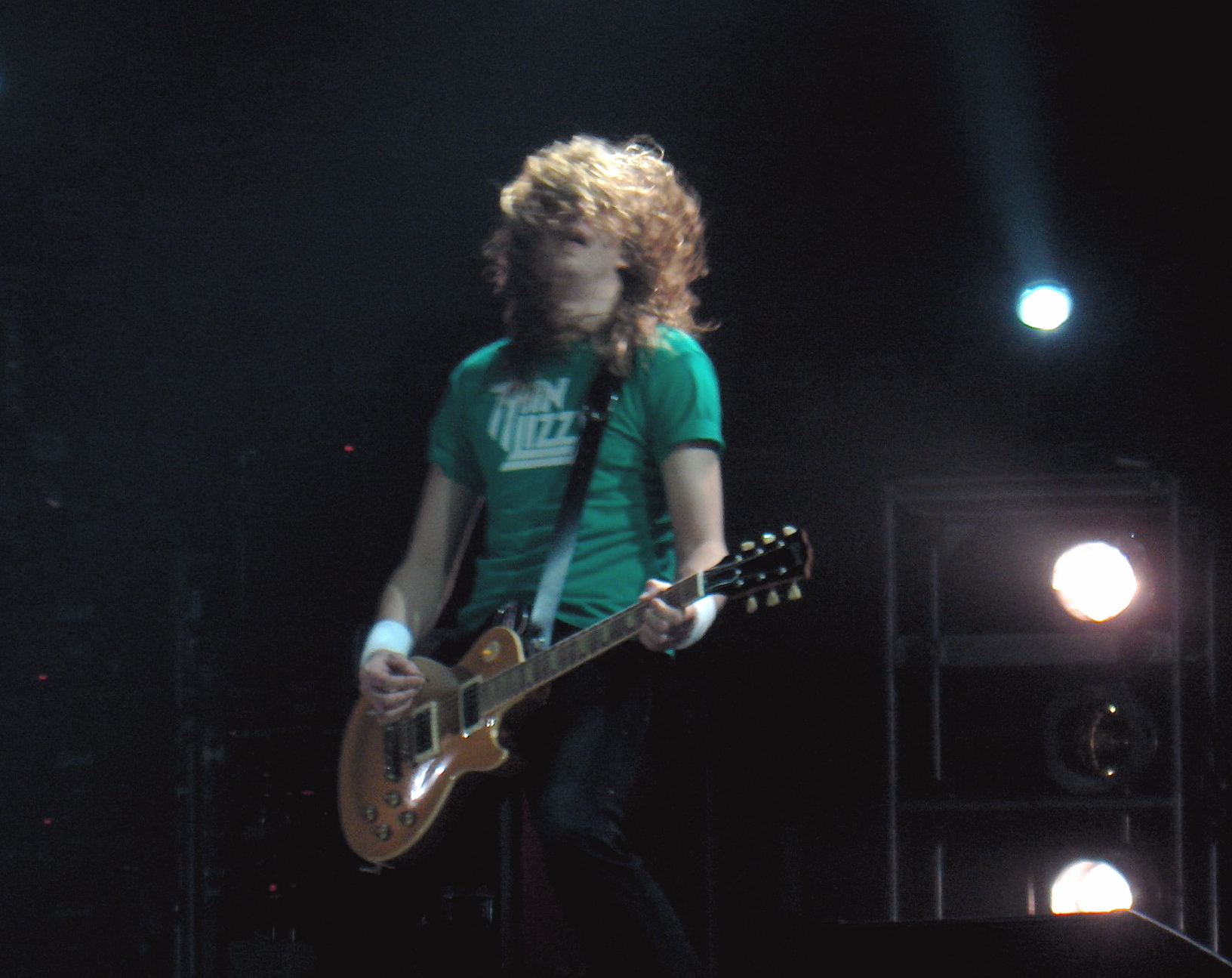
Dan Hawkins live i Helsingfors 2006.

The Darkness world tour 2006 var bandets första turné sedan deras Winternational Tour, som avslutades i London 12 december 2004. Som uppvärmning inför turnén spelade The Darkness på University of East Anglia den 26 januari 2006 innan turnén påbörjades på The Point i Dublin den 4 februari, veckan därpå. Efter konserten i Irland följde elva konserter runtom i Storbritannien innan turnén nådde Europa. Europadelen av turnén startade inför ett utsålt Sentrum Scene i Oslo. Bandet gjorde sedan bland annat tre konserter i Sverige innan sista konserten den 23 mars i Amsterdam. Efter Europaturnén flög gruppen till Australien och senare också Japan där samtliga konserterna var utsålda. 
Därefter spelade gruppen under sommaren på ett antal festivaler runtom Europa, bland annat Rock in Rio, Rock am Ring och Rock im Park. Sista konserten hölls den 15 juli i Joensuu, Finland. Bandet skulle också spelat i Skanderborg i Danmark den 10 augusti, men denna konsert ställdes in på grund av Justin Hawkins drogmissbruk.

## Låtlista
| Nr           | Titel                               | Kompositör                                    | Längd |
| ------------ | ----------------------------------- | --------------------------------------------- | ----- |
| 1.           | One Way Ticket                      | Dan Hawkins, Justin Hawkins, Frankie Poullain | 4:28  |
| 2.           | Knockers                            | Hawkins, Hawkins, Poullain                    | 2:45  |
| 3.           | Is It Just Me?                      | Hawkins, Hawkins, Poullain                    | 3:07  |
| 4.           | Dinner Lady Arms                    | Hawkins, Hawkins                              | 3:18  |
| 5.           | Seemed Like a Good Idea at the Time | Hawkins, Hawkins, Poullain                    | 3:46  |
| 6.           | Hazel Eyes                          | Hawkins, Hawkins                              | 3:27  |
| 7.           | Bald                                | Hawkins, Hawkins, Ed Graham                   | 5:33  |
| 8.           | Girlfriend                          | Hawkins, Hawkins                              | 2:35  |
| 9.           | English Country Garden              | Hawkins, Hawkins                              | 3:08  |
| 10.          | Blind Man                           | Hawkins, Hawkins                              | 3:25  |
| Total längd: | Total längd:                        | Total längd:                                  | 35:04 |

## Medverkande
| The Darkness - Justin Hawkins – sång, gitarr, sitar, piano, hammondorgel, minimoog, synth - Dan Hawkins – gitarr, bas, marchtrumma, rörklockor, tamburin, triangel, kör - Ed Graham – trummor Övriga musiker - Stuart Cassells – säckpipa - Fredy Gomez – panflöjt Omslag - Simon Songhurst – foton - Ian Johnsen – omslagslayout - Mark Wilkinson – omslag | Produktion - Roy Thomas Baker – producent, ljudtekniker, mixning - Tere Baker – produktionssamordnare - Nick Brine – inspelningstekniker - Simon Dawson – extra inspelningstekniker - Paul Buckmaster – orkesterarrangemang och dirigent - Steve Chuchyard – orkestertekniker - Andy Auckland, Aaron Walk, Phil Tyreman, Sandro Garcia – inspelningstekniker - Ghian Wright – assisterande mixningstekniker - Devin Workman – extra inspelningstekniker - Stephen Marcussen – mastering - Stewart Whitmore – digital redigering - Eddie Wisztreich – masteringsamordnare |

## Listplaceringar och certifikat
| Land           | Organisation | Topplacering | Sålda ex. | Certifikat | Ref           |
| -------------- | ------------ | ------------ | --------- | ---------- | ------------- |
| Australien     | ARIA         | 25           | 35 000+   | Guld       | [ 21 ] [ 22 ] |
| Belgien        | IFPI         | 83           |           |            | [ 23 ]        |
| Finland        | IFPI         | 31           |           |            | [ 21 ]        |
| Frankrike      | SNEP         | 132          |           |            | [ 21 ]        |
| Irland         | IRMA         | 20           | 30 000+   | 2x Platina | [ 17 ] [ 24 ] |
| Italien        | FIMI         | 24           |           |            | [ 17 ]        |
| Nederländerna  | NVPI         | 85           |           |            | [ 21 ]        |
| Norge          | IFPI         | 29           |           |            | [ 21 ]        |
| Nya Zeeland    | RIANZ        | 25           | 7 500+    | Guld       | [ 17 ] [ 25 ] |
| Schweiz        | IFPI         | 48           |           |            | [ 17 ]        |
| Storbritannien | BPI          | 11           | 100 000+  | Guld       | [ 17 ] [ 26 ] |
| Spanien        | PROMUSICAE   | 76           |           |            | [ 21 ]        |
| Sverige        | IFPI         | 22           |           |            | [ 21 ]        |
| Tyskland       | IFPI         | 32           |           |            | [ 17 ]        |
| USA            | RIAA         | 58           |           |            | [ 17 ]        |
| Österrike      | IFPI         | 44           |           |            | [ 17 ]        |

## Utgivningsdatum
| Datum            | Land               |
| ---------------- | ------------------ |
| 28 november 2008 | Storbritannien USA |
| 30 november 2008 | Finland Sverige    |

## Utmärkelser
| Datum            | Pris         | Utmärkelse  | Resultat  |
| ---------------- | ------------ | ----------- | --------- |
| 23 februari 2006 | NME Awards   | Worst Album | Nominerad |
| 2006             | Total Guitar | Best Album  | Nominerad |